# Cherax tenuimanus
Cherax tenuimanus е вид десетоного от семейство Parastacidae. Видът е критично застрашен от изчезване.

## Разпространение и местообитание
Разпространен е в Западна Австралия.
Обитава пясъчните дъна на сладководни басейни и реки.

## Описание
Популацията на вида е намаляваща.